# بيست بوي (شخصية مصورة)
غارفيلد مارك «غار» لوغان هو بطل خارق خيالي يظهر في كتب القصص المصورة المنشورة من دي سي كومكس.

## في وسائل إعلام أخرى

### التلفاز
- يعتبر بيست بوي شخصية رئيسية في أبطال التايتنز إنطلقوا! وثانوية سوبر غيرلز مع غريغ سايبس الذي يكرر صوته أما النسخة العربية عبدو حكيم. ويحب رايفن بوضوح، ويظهر ذلك الحب المتبادل في «الصخور والمياه».